# 1-й Кожуховский проезд
Пе́рвый Кожу́ховский проезд — проезд, расположенный на территории Даниловского района Южного административного округа города Москвы.

## История
Название связано с расположением проезда на месте бывшей деревни Кожухово, вошедшей в состав Москвы. Своё нынешнее название проезд получил 8 июля 1955 года. Первоначальное название проезда — Кожуховское шоссе.

## Расположение
Первый Кожуховский проезд начинается от 1-го Автозаводского проезда и идёт на северо-восток. Идёт параллельно участку Третьего транспортного кольца и заканчивается переходом во 2-ю улицу Машиностроения.

## Транспорт
- Автобус с835.
- Станция метро  Автозаводская
- Станция МЦК  Автозаводская.